# Kormoran indyjski
Kormoran indyjski (Phalacrocorax fuscicollis) – gatunek dużego ptaka z rodziny kormoranów (Phalacrocoracidae). Żyje na terenie od Pakistanu, Indii i Sri Lanki po Indochiny. Nie wyróżnia się podgatunków.
MorfologiaDługość ciała wynosi od 61 do 69 cm, masa ciała – 600–790 g. Samice są podobne do samców.
EkologiaZamieszkuje mokradła, rzeki, jeziora, estuaria i namorzyny. Gniazduje w gęstych mieszanych koloniach z innymi gatunkami kormoranów, ale także z wężówkami, czaplami, bocianami, ibisami i warzęchami. Gniazda buduje na drzewach, samica składa od 3 do 6 jaj.
StatusIUCN uznaje kormorana indyjskiego za gatunek najmniejszej troski (LC, Least Concern) nieprzerwanie od 1988 roku. W 2006 roku szacowano liczebność światowej populacji na około 30 tysięcy osobników. BirdLife International uznaje trend liczebności populacji za trudny do określenia.